# Desa Sindanghayu (administrativ by i Indonesien, Jawa Barat, lat -7,12, long 106,96)
Desa Sindanghayu är en administrativ by i Indonesien.   Den ligger i provinsen Jawa Barat, i den västra delen av landet, 100 km söder om huvudstaden Jakarta.